# Cuba nos Jogos Pan-Americanos de 2003
A Cuba competiu na 14º edição dos Jogos Pan-Americanos, realizados na cidade de  Santo Domingo, na República Dominicana.